# Axima noyesi
Axima noyesi är en stekelart som beskrevs av Subba Rao 1978. Axima noyesi ingår i släktet Axima och familjen kragglanssteklar. Inga underarter finns listade.